# Indi (Gazzelle)
| Recensione       | Giudizio |
| ---------------- | -------- |
| Newsic           | 6,50/10  |
| Rockol           | 7/10     |
| Libera la Musica |          |

Indi è il quinto album in studio del cantautore italiano Gazzelle, pubblicato il 24 gennaio 2025 con doppia etichetta Maciste Dischi e Warner Italy.
L'album contiene il brano Tutto qui, con cui il cantautore ha gareggiato al 74º Festival di Sanremo, classificandosi al l'undicesimo posto al termine della manifestazione.

## Antefatti e descrizione
Agli inizi di gennaio, nelle città di Roma e Milano, sono apparsi misteriosi manifesti in bianco e nero con la scritta L'Indi è morto, suscitando curiosità tra i fan e gli appassionati di musica. Pochi giorni dopo, Gazzelle ha svelato che tali manifesti facevano parte della campagna promozionale per il suo quinto album in studio, intitolato Indi. L'annuncio ufficiale è avvenuto tramite i canali social dell'artista, accompagnato da un video ispirato al film Forrest Gump, in cui Gazzelle, interpretando il protagonista, ha comunicato la data di uscita del nuovo lavoro discografico.
Il disco si compone di undici tracce che spaziano tra brani inediti scritti dallo stesso cantautore con la collaborazione di autori e produttori, tra cui Federico Nardelli. Il progetto è disponibile in diversi formati, tra cui CD standard, audiocassetta, vinile standard, vinile picture e edizioni autografate.

## Copertina
La copertina dell'album raffigura una formica, simbolo scelto per rappresentare la solidità del percorso artistico di Gazzelle e la potenza della musica nella sua semplicità.

## Promozione

### Singoli
Il primo singolo estratto dall'album, Tutto qui, è stato pubblicato il 7 febbraio 2024 in concomitanza alla partecipazione del cantautore al 74º Festival di Sanremo.
Il 24 maggio 2024 è stato pubblicato Mezzo secondo come secondo singolo estratto dall'album.
Il 29 novembre 2024 è uscito Come il pane come terzo singolo estratto dall'album.
Il quarto singolo estratto dall'album, Noi no, è stato pubblicato il 3 gennaio 2025.
Il quinto singolo estratto dall'album è stato Da capo a 12, pubblicato il 14 marzo 2025.
Il 9 maggio 2025 è stato pubblicato Stupido come primo singolo estratto dalla riedizione digitale dell'album.

### Tournée
Per promuovere l'album, il cantautore ha annunciato due concerti negli stadi: il 7 giugno 2025 al Circo Massimo di Roma e il 22 giugno 2025 allo Stadio San Siro di Milano.

## Tracce
Testi di Flavio Bruno Pardini, musiche di Flavio Bruno Pardini e Federico Nardelli.
1. Piango anche io – 3:09
2. Grattacieli meteoriti gli angeli – 3:24
3. Noi no – 3:16
4. Stammi bene – 3:35
5. Come il pane – 3:52
6. Da capo a 12 – 3:34
7. Foglie – 2:20
8. Il mio amico si sposa – 1:56
9. Tutto qui – 3:31
10. Mezzo secondo – 3:26
11. Non lo sapevo – 3:28

Traccia bonus della riedizione digitale
1. Stupido – 3:10 (testo: Flavio Bruno Pardini – musica: Flavio Bruno Pardini, Federico Nardelli)

## Classifiche
| Classifica (2025) | Posizione massima |
| ----------------- | ----------------- |
| Italia            | 3                 |